# Chalfant (Kalifornija)
Chalfant je naseljeno područje za statističke svrhe u američkoj saveznoj državi Kalifornija. Prema popisu stanovništva iz 2010. u njemu je živjelo 651 stanovnika.